# Bernardino Nocchi
Bernardino Nocchi   (Lucques, 8 mai 1741 - Rome, 27 janvier 1812)  est un peintre italien baroque et néoclassique actif à la fin du XVIIIe et au début du XIXe siècle.

## Biographie
Bernardino Nocchi grandit artistiquement auprès de Giuseppe Antonio Luchi à Lucques jusqu'en 1767.
Il se rend à Rome en 1769 avec son collègue Stefano Tofanelli. N'étant pas acceptés dans l'école de Pompeo Batoni, ils réussissent néanmoins à rentrer dans celle de Niccolò Lapiccola où ils développent un style baroque avec des tendances néoclassiques.

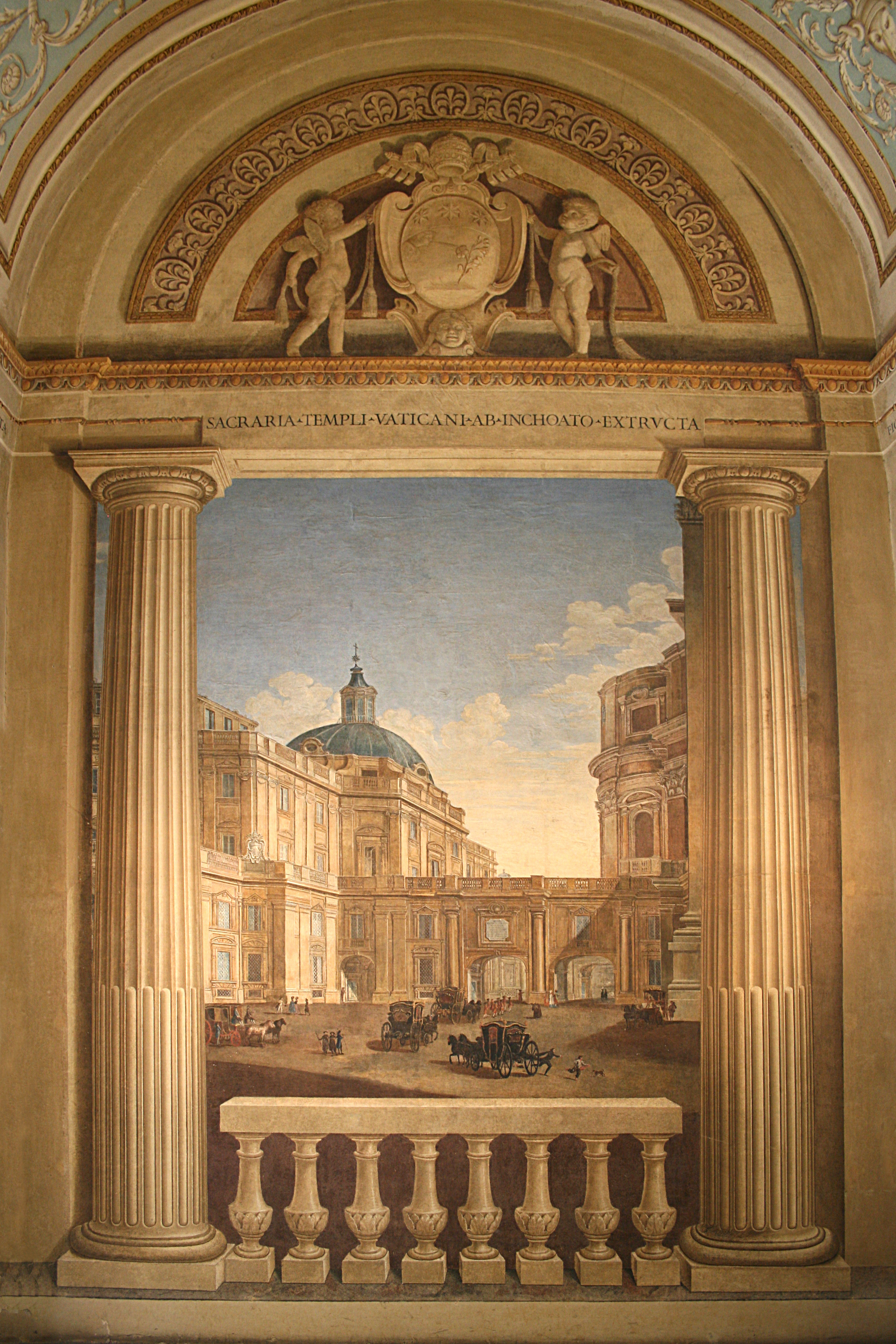
Fresque ornant un mur de la salle XIX du Musée Gregorien Etrusque (Musées du Vatican).

Bernardino Nocchi est remarqué par le pape Pie VI qui en 1780 lui confie la décoration des Palais Apostoliques Sacrés et  1785 la Stanza delle Stampe de la Bibliothèque apostolique vaticane.
Nocchi travaille aussi à Gubbio où en 1797 il réalise Il transito di San Giuseppe (église de San Secondo), à Spolète, à Lucques où il réalise en 1804 la Morte di Sant'Anna (Basilica di San Frediano).
De retour à Rome, Nocchi peint des tableaux comme les portraits du prince Camille Borghese (1799) et de Pie VII (1807), les retables (L'apothéose de Sainte Prudenziana, Saint Novatus et Saint Timothée(1803) de l'église romaine de Santa Prudenziana).
Il est également très recherché pour les reproductions d'œuvres d'artistes célèbres par des graveurs comme Giovanni Volpato, Giovanni Folo (1764-1836) et Pietro Fontana (1762-1837).
Sa réputation est telle qu'il est sollicité par le tribunal espagnol afin de succéder à  Anton Raphael Mengs en 1779, ainsi que par la Cour portugaise en 1785, mais il a toujours refusé de quitter Rome.
Nocchi meurt à Rome en 1812, sans avoir exprimé la totalité de son talent à cause d'un tempérament  faible et de situations politiques contraires.
Son fils Pietro Nocchi (Rome, 11 juin 1783, Lucques, 14 août 1854) hérita des qualités  artistiques de son père et prolongea la tradition artistique de la famille.

## Œuvres
- L'Entrée du musée Pio-Clementino, Palazzo Braschi, Rome.
- L'Apothéose de sainte Pudenziana, Saint Novatus et Saint Timothée (1803), église de Santa Pudenziana, Rome.
- Portrait du prince Camillo Borghese (1799), Galerie Sabauda (Turin).
- Portrait de Pie VII (1807), Pinacoyhèque communale, Cesena.
- La scala Simonetti, Musées du Vatican
- Plafond de la galerie des tapisseries (1789), Chapelle Sixtine, Musées du Vatican.
- Les Danseuses,
- Portrait d'une noble dame,
- Portrait de la vénérable Marie Clotilde de France, reine de Sardaigne (1809),

## Sources
- (it) Cet article est partiellement ou en totalité issu de l’article de Wikipédia en italien intitulé « Bernardino Nocchi » (voir la liste des auteurs).